# Skogskovall
Skogskovall (Melampyrum sylvaticum) är en art i familjen snyltrotsväxter.

## Beskrivning
Jämfört med ängskovall har skogskovall helt gula blommor, vilka även är mindre än ängskovalls.
Bladen är rent gröna och smala. Växten blir cirka 35 cm hög.

## Utbredning,biotopoch ekologi
Arten förekommer bara i Europa, främst i Skandinavien, i Alperna och i bergstrakter på Balkan. Den hittas även i norra England, Skottland och norra Irland.
Skogskovall växer i miljöer likt ängskovall såsom exempelvis öppnare gran- eller björkskogar. Den hittas även vid strandlinjer av vattendrag och insjöar.
Skogskovall lever ibland som parasit på andra växter och får delar av sin näring från värdväxten. Den blommar främst mellan juni och augusti.
- Utbredningskarta Norden
- Utbredningskarta Norra halvklotet

## Bygdemål
| Namn                                   | Trakt    | Referens |
| -------------------------------------- | -------- | -------- |
| oragräs, orengräs, ornagräs, skogsgräs | Götaland | [ 2 ]    |

Att denna ört kallas gräs i bygdemålet förklaras av att man förr inte skilde mellan örter och gräs, utan båda grupperna kallades samfällt gräs.

## Etymologi
Det vetenskapliga namnet sylvaticum kan härledas från latin silva = skog,